# 交響曲第4番 (モートン・グールド)
交響曲第4番は、モートン・グールドが作曲した吹奏楽のための交響曲。スコアの題名は『バンドのための交響曲』（Symphony for Band）とのみ記されているが、『ウェスト・ポイント交響曲』 (West Point Symphony) の愛称でも呼ばれる。グールドによる吹奏楽のための交響曲は、他に "Centennial Symphony" （1983年）がある。

## 作品
アメリカ陸軍士官学校（ウェスト・ポイント）のフランシス・レスタ大尉 (Capt. Francis E. Resta) から、同校の150周年を記念して委嘱を受け、1952年4月13日に作曲者の指揮で初演された。同じ機会のため他に、ダリウス・ミヨーの『ウェスト・ポイント組曲』 (West Point Suite, Op.313) やロイ・ハリスの交響曲『ウェスト・ポイント』などが書かれている。
グールドの吹奏楽作品における代表作の一つであり、吹奏楽のためのレパートリーが発展途上だった作曲当時にあって、パウル・ヒンデミットの交響曲変ロ調やヴィンセント・パーシケッティの交響曲第6番などと並ぶ、比較的早く書かれた大作に数えられる。書籍『吹奏楽演奏を通した音楽教育』(Teaching Music through Performance in Band)は、「旋律の創意、機知に富んだ展開、コンセプチュアルな視点、作曲上の技量は、この作品を吹奏楽のための大規模な作品の第一級に位置付けている」と述べている。

## 楽器編成
| 木管 | 木管                 | 金管  | 金管     | 弦・打 | 弦・打 |
| ---- | -------------------- | ----- | -------- | ------ | --- |
| Fl.  | 2, Picc.             | Crnt. | 3, Tp. 3 | Cb.    | ● |
| Ob.  | 2, C.A.              | Hr.   | 4        | Timp.  | ● |
| Fg.  | 2                    | Tbn.  | 4        | 他     | シロフォン、グロッケンシュピール、チューブラーベル、小太鼓2、大太鼓、シンバル（クラッシュ、サスペンデッド）、マーチングマシン |
| Cl.  | 3, E♭, Alto, Bass    | Eup.  | ●        | 他     | シロフォン、グロッケンシュピール、チューブラーベル、小太鼓2、大太鼓、シンバル（クラッシュ、サスペンデッド）、マーチングマシン |
| Sax. | Alt. 2 Ten. 1 Bar. 1 | Tub.  | ●        | 他     | シロフォン、グロッケンシュピール、チューブラーベル、小太鼓2、大太鼓、シンバル（クラッシュ、サスペンデッド）、マーチングマシン |

## 構成
全2楽章からなり、演奏時間は約20分。
- 第1楽章 墓碑銘 (Epitaphs)
グールドはこの楽章を「抒情的でドラマティック」「全体的な性格は悲しげなもの」と形容している[4]。木管楽器のゆるやかな旋律で始まり、ここで示される動機が作品全体で用いられる[2]。後半では行進風の規則的なリズムに乗って、チューバの提示する主題によるパッサカリアが展開する[3]。
- 第2楽章 行進曲 (Marches)
グールドは「たくましく、陽気な性格」と形容する[4]。さまざまな表情を与えられた行進曲が次々と登場しては通りすぎてゆき[2]、終盤ではウェスト・ポイントの鼓笛隊 (Fife and Drum Corps) を模した楽想や、第1楽章の旋律の再現が現れ、軍隊ラッパ (martial fanfares and flourishes) の響く急速なコーダで終結する[5]。